# Kuchnia amerykańska

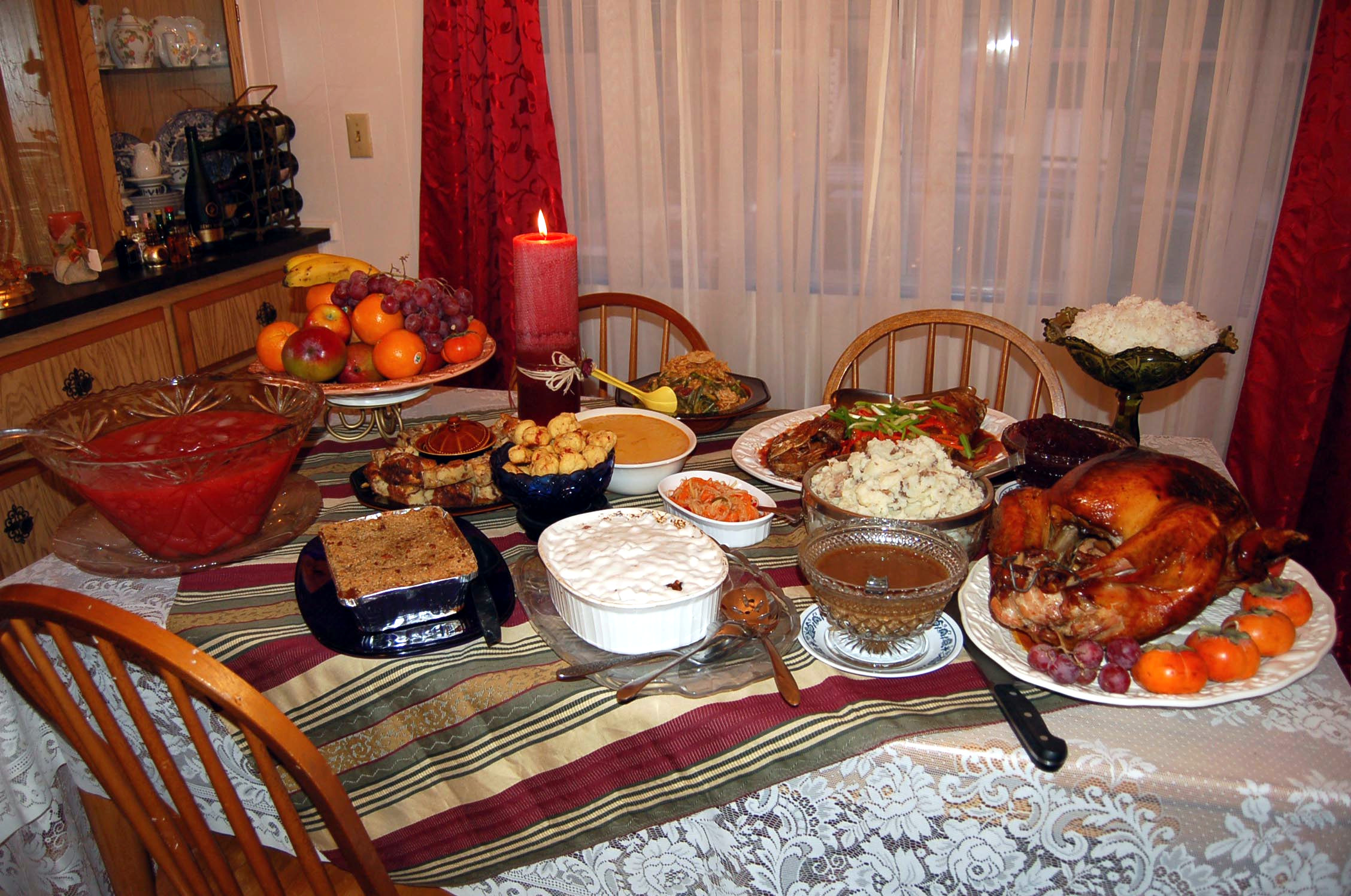
Obiad w Święto Dziękczynienia

Z uwagi na to, że Stany Zjednoczone są mieszanką kulturową ludzi z całego świata pojęcie "kuchni amerykańskiej" dotyczy potraw popularnych w tym państwie, mających jednak źródła w innych rejonach świata, spopularyzowanych przez przybyłych imigrantów. Z drugiej strony wiele dań popularnych na całym świecie kojarzonych jest właśnie z "kuchnią amerykańską".

## Źródła kuchni amerykańskiej
Cechą charakterystyczną kuchni amerykańskiej jest stapianie się w jedno rozmaitych stylów i sposobów przyrządzania posiłków. Na przykład na kuchnię części południowej Stanów Zjednoczonych największy wpływ mieli imigranci z Afryki, Francji i Meksyku. Natomiast kuchnia azjatycka miała ogromne znaczenie dla praktycznie wszystkich stanów.
Wiele dań uważanych powszechnie za typowo amerykańskie mogło mieć swoje źródła również w kuchni innych narodów. Jednak przez lata receptury te były modyfikowane przez amerykańskich kucharzy (np. hot dogi i hamburgery to modyfikacje dań niemieckich) do tego stopnia, że potrawy te uważane są za typowo amerykańskie.
Istnieją różne odmiany kuchni amerykańskiej. Na przykład na wschodnim wybrzeżu dominują dania rybne i z owoców morza. Z kolei na środkowym zachodzie znacznie powszechniejsza jest kukurydza i wołowina. Jakkolwiek dzięki usprawnieniu transportu łatwo psujących się produktów żywnościowych powoli te różnice się zacierają, Amerykanie nadal kojarzą określone potrawy z konkretnymi miejscami, np. stek z Oklahomy, homara z Maine, łososia z Pacific Northwest itd.
Styl amerykańskiego jedzenia, a w szczególności podawania i spożywania posiłków, został spopularyzowany na całym świecie. Praktycznie w każdym kraju można zjeść dania z grilla lub typu fast food.

## Potrawy i napoje charakterystyczne dla kuchni amerykańskiej
- apple pie – szarlotka
- buffalo
- buffalo wings
- brownies – ciasto mocno czekoladowe
- cola
- chicken pot-pie
- chleb bananowy – ciasto z bananami
- ciastko z krabem
- cornbread
- cheeseburger
- corn dog – parówka pokryta ciastem kukurydzianym
- fluffernutter – kanapka z kremem z pianek cukrowych i masłem orzechowym
- fudge – ciasto krówkowe
- goetta
- grilled pizza
- hamburger
- hot-dog
- jambalaya
- macaroni and cheese
- moon pie
- naleśniki z syropem klonowym
- onion ringsy  – krążki cebulowe
- popcorn
- twinkie
- sloppy joe
- spam